# Неблина
Неблина — гора в Южной Америке, высшая точка Гвианского нагорья (высота — 2994 м над уровнем моря). Находится на границе Венесуэлы и Бразилии, на территории резервации народа яномамо.
Одинокая плосковершинная гора с крутыми склонами. Обнаружена в 1962 году с борта пролетавшего мимо самолёта. Возвышается над «морем» облаков в виде «острова». Связана перевалом с горой 31 марта.
На вершине горы было обнаружено множество неизвестных науке организмов, а также растения, которые, как считалось ранее, произрастают только на Африканском континенте.